# Youcat
Youcat (od ang. Youth Catechism) – katechizm Kościoła katolickiego w wersji dla młodzieży, który ukazał się w 2011.
Youcat posługuje się językiem młodzieży i porusza wszystkie kwestie wiary katolickiej, które zostały wyłożone w Katechizmie Kościoła Katolickiego. Oparty jest na katechizmie oraz jego kompendium. Zawiera 527 pytań i odpowiedzi na podstawowe zagadnienia wiary katolickiej. Każde z pytań połączone jest z odpowiednim miejscem w pełnej wersji katechizmu. Treść uzupełniona została o cytaty z Biblii oraz z wypowiedzi świętych, autorytetów, myślicieli i uczonych
Celem wydania Youcat było powiązanie wiary Kościoła [...] z mentalnością współczesnych młodych ludzi. Redaktorem Youcat był metropolita Wiednia, kardynał Christoph Schönborn. W powstaniu katechizmu brali udział młodzi, którzy sami redagowali pytania i sprawdzali zrozumiałość języka. 

## Treść
Katechizm liczy 304 strony i dzieli się na cztery części:
1. Część pierwsza: W co wierzymy
2. Część druga: Jak celebrujemy misteria Kościoła
3. Część trzecia: W jaki sposób mamy życie w Chrystusie
4. Część czwarta: Jak powinniśmy się modlić

Przedmowę napisał Benedykt XVI. Podczas Światowych Dni Młodzieży w Madrycie 2011 na polecenie papieża rozdano 700 tys. egzemplarzy.
W Polsce Youcat ukazał się 2 czerwca 2011 nakładem Edycji Świętego Pawła.